# Jillis Bruggeman
Jillis Bruggeman (Waddinxveen, gedoopt 20 april 1755 – Schiedam, 9 maart 1803) was de laatste Nederlander terechtgesteld vanwege seks met iemand van hetzelfde geslacht. Eerder werd hij als een homoseksueel persoon gezien, inmiddels weten we dat dit niet te zeggen is. Mogelijk was hij biseksueel.

## Biografie
Jillis Bruggeman werd geboren in Waddinxveen als zoon van Maarten Bruggeman en Claartje Meijbos. Hij trouwde tweemaal. Met beide echtgenotes kreeg hij kinderen. Uit onderzoek van het Stedelijk Museum Schiedam blijkt dat hij goed zorgde voor zijn gezin.
Bruggeman werd gedurende langere periode afgeperst door een van zijn partners. Hij ontvluchtte Schiedam, maar bleef contact houden met zijn vrouw. Na verloop van jaren wilde ze van hem scheiden. Bruggeman moest naar Schiedam komen voor de scheidingsakte. Bij aankomst werd hij gearresteerd. De officiële aanklacht luidde "vuyle ontugt". Hij werd veroordeeld tot ophanging aan de stadsgalg op de Grote Markt voor het stadhuis van Schiedam. Op 9 maart 1803 werd het vonnis voltrokken.

## Herdenking, Penning en Opsteker
In 2015 werd een herdenkingsteken op de Grote Markt voor het oude stadhuis in Schiedam geplaatst.
Schiedam kent sinds 2015 een Jillis Bruggeman Penning, die jaarlijks wordt uitgereikt op 9 maart. Het is een onderscheiding die door de Gemeente Schiedam samen met de Stichting Jillis Bruggeman wordt uitgereikt aan een organisatie of persoon die strijdt tegen discriminatie en vervolging op basis van seksuele identiteit, in Nederland of daarbuiten.
In 2016 is er naast de penning ook een Jillis-Opsteker gekomen, een prijs voor regionale helden in Zuid-Holland-Zuid die een belangrijke bijdrage leveren aan het tegengaan van lhbti-discriminatie. In 2020 is dit een regionale Opsteker geworden, waarvan er jaarlijks drie worden uitgereikt.
- International Standard Name Identifier: 0000 0003 9084 9982
- Nederlandse Thesaurus van Auteursnamen: 074212516
- Virtual International Authority File: 284509724